# Лаурін Ульріх
Лаурін Ульріх (нім. Laurin Ulrich, нар. 31 січня 2005, Гайденгайм-ан-дер-Бренц, Німеччина) — німецький футболіст, півзахисник клубу «Штутгарт».

## Ігрова кар'єра

### Клубна
Лаурін Ульріх є вихованцем футбольної академії клубу «Штутгарт», до якої він приєднався у 2016 році. Влітку 2022 року зацікавленість у послугах молодого футболіста виявляла мюнхенська «Баварія» але сам Ульріх підписав довготривалий контракт зі «Штутгартом».
Офіційну дебютну гру в основі «Штутгарта» півзахисник провів 12 листопада 2022 року у матчі Бундесліги проти «Баєр 04».

### Збірна
У 2022 році у складі юнацької збірної Німеччини (U-17) Лаурін Ульріх брав участь у юнацькому чемпіонаті Європи, що проходив в Ізраїлі. На турнірі Ульріх грав капітаном команди і провів чотири поєдинки.

## Титули і досягнення
- Володар Кубка Німеччини (1):

«Штутгарт»: 2024-25